# Leština (Kozlov)
Leština (německy Leschtina) je malá vesnice a část obce Kozlov v okrese Havlíčkův Brod. Nachází se asi 1,5 kilometru severně od Kozlova. Leština leží v katastrálním území Leština u Ledče nad Sázavou o rozloze 1,85 km².

## Historie
Roku 1545 si vesnici nechala do zemských desek zapsat Markéta Ledecká z Říčan jako součást ledečského panství.